# Pálea
En botánica se llama pálea (del Latín păleă, -ae, paja) a muy diversos órganos, y es pues fuente de confusión.

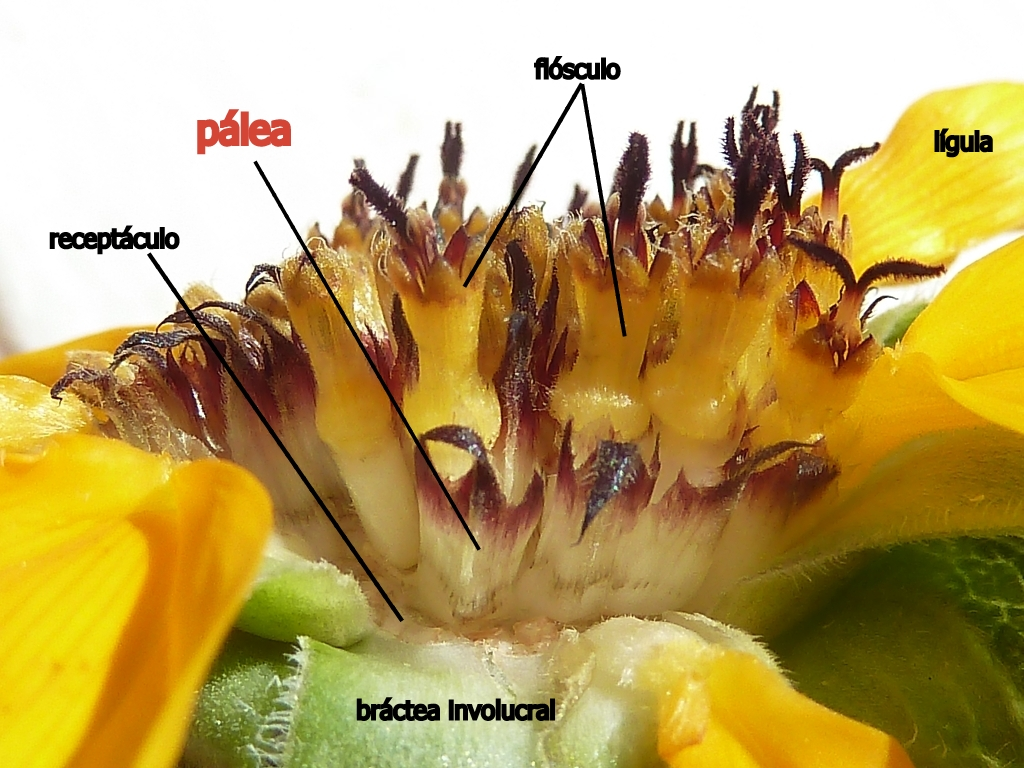
Ejemplo de capítulo de Asteraceae: Helianthus sp. ex. gr.bolanderi (se han quitado unas cuantas flores para una mejor visión): pálea, flósculo, lígula, receptáculo, bráctea involucral.

- Término empleado por Carlos Linneo para las escamitas que existen en el receptáculo de numerosos miembros de la familia Asteraceae en la base de las flores, y se llama «receptáculo paleáceo» al que las tiene. Implantadas a modo de brácteas axilantes individuales, pueden presentarse bajo muy diversas formas, desde pelos rígidos parecidos a las crines o cerdas, hasta lengüetas más o menos anchas, enteras, dentadas, coloreadas, etc.

En rigor, habría que reservar el vocablo a este uso linneano y no a otros sentidos posteriores entre los cuales se pueden citar: 
- las escamas de ciertos vilanos de los aquenios (cipsela) de dicha familia Asteraceae;

- los tépalos escariosos de diversos monoclamídeas;

- las glumelas de las Poaceae;

- los tricomas laminares del peciolo y del raquis de las frondes de los helechos;

- ciertas hojas escuamiformes de las hepáticas, etc.